# Coupe d'Allemagne de football 1941
Navigation
Édition précédente Édition suivante
La coupe d'Allemagne de football 1941 est la septième édition de l'histoire de la compétition. La finale a lieu à Berlin à l'Olympiastadion. 
Le Dresdner SC conserve son titre en remportant le trophée pour la deuxième fois. Il bat en finale FC Schalke 04 sur le score de 2 buts à 1.

## Premier tour
Les résultats du premier tour
| Date           | Domicile                                     | Extérieur                                  | Score         |
| -------------- | -------------------------------------------- | ------------------------------------------ | ------------- |
| 08 - 07 - 1941 | Rapid Wien                                   | FC Wien                                    | 4 - 3         |
| 10 - 07 - 1941 | Austria Wien                                 | SC Wacker Wien                             | 6 - 2         |
| 12 - 07 - 1941 | Kieler SV Holstein                           | Hambourg SV                                | 2 - 1         |
| 12 - 07 - 1941 | SV Waldhof 07                                | Spielvereinigung Sandhofen 03              | 2 - 1         |
| 12 - 07 - 1941 | Jahn Regensburg                              | TSV 1860 Munich                            | 2 - 6         |
| 13 - 07 - 1941 | SV Victoria 11 Köln                          | Fortuna Düsseldorf                         | annulé        |
| 13 - 07 - 1941 | Reichsbahn TSV Rot-Weiß Frankfurt            | VfL Köln 1899                              | annulé        |
| 13 - 07 - 1941 | SV Kurhessen Kassel                          | 1. Casseler Ballspiel-Club „Sport          | 0 - 4         |
| 13 - 07 - 1941 | Borussia Fulda                               | Kickers Offenbach                          | 9 - 6         |
| 13 - 07 - 1941 | 1. Fußball-Club Rheinfelden 1909             | 1. FC Mühlhausen                           | 0 - 2         |
| 13 - 07 - 1941 | FC Metz                                      | VfL Neckarau                               | 4 - 0         |
| 13 - 07 - 1941 | Stuttgarter Kickers                          | Verein für Bewegungsspiele 1905 Knielingen | 17 - 0        |
| 13 - 07 - 1941 | SpVgg Fürth                                  | Stuttgarter Sportclub 1900                 | 7 - 0         |
| 13 - 07 - 1941 | NSTG Prag                                    | Admira Wien                                | 1 - 2         |
| 13 - 07 - 1941 | TSV Schwaben Augsbourg                       | 1. FC Nuremberg                            | 0 - 7         |
| 13 - 07 - 1941 | Prussia Samland Konisberg                    | Königsberger Sport- und Turnverein         | 3 - 8         |
| 13 - 07 - 1941 | VfB Königsberg                               | Militärsportverein von der Goltz Tilsit    | annulé        |
| 13 - 07 - 1941 | Preußen Danzig                               | Viktoria Stolp                             | 2 - 4         |
| 13 - 07 - 1941 | Heeressportverein Hubertus Kolberg           | LSV Kamp-Köslin                            | 2 - 3         |
| 13 - 07 - 1941 | LSV Stettin                                  | Tennis Borussia Berlin                     | 0 - 6         |
| 13 - 07 - 1941 | Hertha BSC Berlin                            | Blau-Weiß 90 Berlin                        | 1 - 2         |
| 13 - 07 - 1941 | SV Vorwärts Gleiwitz                         | DTSG Krakau                                | 7 - 2         |
| 13 - 07 - 1941 | SpVgg Breslau 02                             | FV Germania Königshütte                    | 3 - 2         |
| 13 - 07 - 1941 | Dresdner Sportfreunde                        | Chemnitzer PSV                             | 0 - 2         |
| 13 - 07 - 1941 | Luftwaffensportverein Nordhausen             | FC Carl Zeiss Jena                         | 2 - 4         |
| 13 - 07 - 1941 | Eimsbütteler TV                              | Werder Brême                               | 1 - 2         |
| 13 - 07 - 1941 | Eintracht Brunswick                          | Hanovre 96                                 | 1 - 3         |
| 13 - 07 - 1941 | Sportverein von 1907 Linden                  | Wilhelmsburg 09                            | 6 - 5 (a. p.) |
| 13 - 07 - 1941 | Rot-Weiss Essen                              | FC Schalke 04                              | 1 - 2 (a. p.) |
| 13 - 07 - 1941 | Westende Hamborn                             | TuS Helene Altenessen                      | 0 - 0 (a. p.) |
| 13 - 07 - 1941 | Duisburger Turn- und Sportverein von 1848/99 | Schwarz-Weiß Essen                         | 0 - 1         |
| 20 - 07 - 1941 | LSV Adler Deblin                             | Dresdner SC                                | 1 - 4         |

Matchs rejoués
| Date           | Domicile                          | Extérieur          | Score |
| -------------- | --------------------------------- | ------------------ | ----- |
| 20 - 07 - 1941 | TuS Helene Altenessen             | Westende Hamborn   | 2 - 4 |
| 20 - 07 - 1941 | Reichsbahn TSV Rot-Weiß Frankfurt | VfL Cologne        | 3 - 0 |
| 27 - 07 - 1941 | SV Victoria 11 Köln               | Fortuna Düsseldorf | 0 - 4 |

## Deuxième tour
Les résultats du deuxième tour.
| Date           | Domicile                           | Extérieur                         | score           |
| -------------- | ---------------------------------- | --------------------------------- | --------------- |
| 02 - 08 - 1941 | Tennis Borussia Berlin             | Blau-Weiß 90 Berlin               | 2 - 3           |
| 03 - 08 - 1941 | Königsberger Sport- und Turnverein | VfB Königsberg                    | 0 - 7           |
| 03 - 08 - 1941 | SV Vorwärts Gleiwitz               | SpVgg Breslau 02                  | 6 - 1           |
| 03 - 08 - 1941 | Chemnitzer PSV                     | Dresdner SC                       | 0 - 3           |
| 03 - 08 - 1941 | Viktoria Stolp                     | LSV Kamp-Köslin                   | 0 - 3           |
| 03 - 08 - 1941 | FC Carl Zeiss Jena                 | Borussia Fulda                    | 5 - 3           |
| 03 - 08 - 1941 | Werder Brême                       | Kieler SV Holstein                | 1 - 2           |
| 03 - 08 - 1941 | Westende Hamborn                   | Schwarz-Weiß Essen                | 1 - 2           |
| 03 - 08 - 1941 | 1. Casseler Ballspiel-Club „Sport“ | SV Waldhof 07                     | 0 - 3           |
| 03 - 08 - 1941 | FC Metz                            | Reichsbahn TSV Rot-Weiß Frankfurt | 0 - 0 (a . p .) |
| 03 - 08 - 1941 | 1. FC Mühlhausen                   | Stuttgarter Kickers               | 0 - 4           |
| 03 - 08 - 1941 | TSV 1860 Munich                    | Austria Vienne                    | 2 - 5           |
| 03 - 08 - 1941 | Rapid Vienne                       | Admira Vienne                     | 3 - 5           |
| 10 - 08 - 1941 | FC Schalke 04                      | Fortuna Düsseldorf                | 4 - 2           |
| 10 - 08 - 1941 | 1. FC Nuremberg                    | SpVgg Fürth                       | 4 - 1           |

Matchs rejoués
| Date           | Domicile                          | Extérieur | Score |
| -------------- | --------------------------------- | --------- | ----- |
| 10 - 08 - 1941 | Reichsbahn TSV Rot-Weiß Frankfurt | FC Metz   | 0 - 2 |

## Huitièmes de finale
Les résultats des huitièmes de finale
| Club recevant       | Score | Club visiteur        |
| ------------------- | ----- | -------------------- |
| Kieler SV Holstein  | 4 -0  | SV Blau Weiss Berlin |
| LSV Kamp-Köslin     | 3 -2  | VfB Königsberg       |
| Dresdner SC         | 9 -2  | Hanovre 96           |
| Austria Vienne      | 8 -0  | SV Vorwärts Gleiwitz |
| Stuttgarter Kickers | 4 -1  | 1. FC Nuremberg      |
| SV Waldhof 07       | 0 -1  | Admira Wien          |
| FC Carl Zeiss Jena  | 3 -0  | FC Metz              |
| Schwarz-Weiß Essen  | 1 -5  | FC Schalke 04        |

## Quarts de finale
Les résultats des quarts de finale
| Club recevant      | Score | Club visiteur       |
| ------------------ | ----- | ------------------- |
| Kieler SV Holstein | 2 -1  | FC Carl Zeiss Jena  |
| FC Schalke 04      | 4 -1  | Austria Vienne      |
| Admira Wien        | 5 -0  | Stuttgarter Kickers |
| LSV Kamp-Köslin    | 1 -4  | Dresdner SC         |

## Demi-finales
Les résultats des demi-finales
| Club recevant | Score | Club visiteur      |
| ------------- | ----- | ------------------ |
| FC Schalke 04 | 6 -0  | Kieler SV Holstein |
| Dresdner SC   | 4-2   | Admira Wien        |

## Finale
| Entraîneur : |
| Georg Köhler |

| Entraîneur : |
| Otto Faist   |

| Entraîneur : |
| Georg Köhler |

| Entraîneur : |
| Otto Faist   |